# Port lotniczy Oranjemund
Port lotniczy Oranjemund (IATA: OMD, ICAO: FYOG) – port lotniczy położony w Oranjemund, w Namibii.

## Linie lotnicze i połączenia
| Linia Lotnicza | Kierunek        |
| -------------- | --------------- |
| FlyNamibia     | 1. Windhuk-Eros |